# KT Близнецов
KT Близнецов (лат. KT Geminorum) — карликовая новая, двойная катаклизмическая переменная звезда типа SS Лебедя (UGSS) в созвездии Близнецов на расстоянии (вычисленном из значения параллакса) приблизительно 1 383 световых лет (около 424 парсек) от Солнца. Видимая звёздная величина звезды — от +20m до +16m.
Открыта Куно Хофмейстером в 1967 году.

## Характеристики
Первый компонент — аккрецирующий белый карлик.